# Juneau International Airport

i7
i11
i13

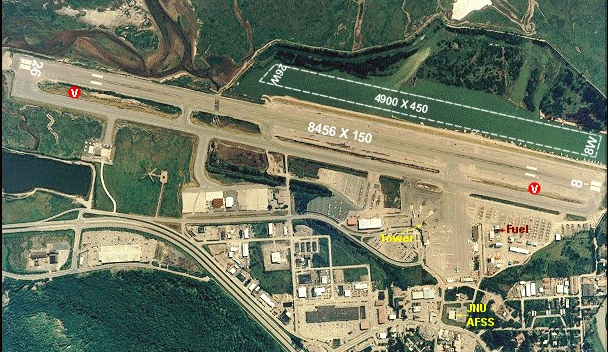
Luftbild des Internationalen Flughafens von Juneau, 2001.

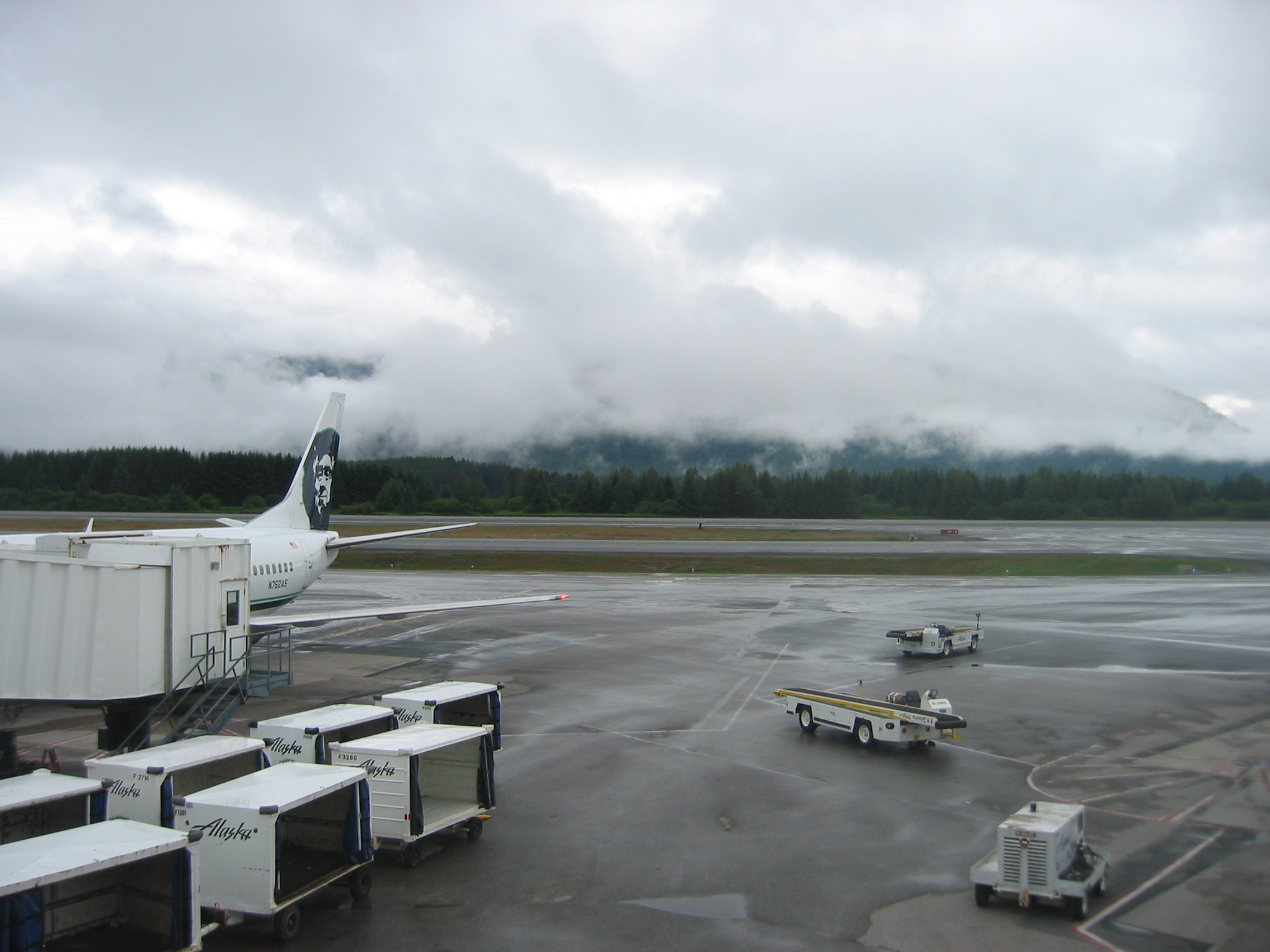
Der Internationale Flughafen Juneau im Juli 2005.

Der internationale Flughafen Juneau (englisch Juneau International Airport, IATA-Code: JNU, ICAO-Code: PAJN)  ist ein öffentlicher Flughafen und Wasserlandeplatz, der von der Stadt Juneau betrieben wird. Der Flughafen liegt 12,7 km außerhalb des Stadtzentrums und ist ein regionaler Stützpunkt für alle Arten von Flugverkehr, sowohl für Buschflugzeuge als auch für die Alaska Airlines.
Der Flughafen ist in der National Plan of Integrated Airport Systems (NPIAS) für 2011–2015 verzeichnet. Der NPIAS kategorisiert ihn als primary commercial service airport. 2008 verzeichnete der Flughafen 378.741 Passagiere (Boardings), 2009 337.038 Passagiere und 2010 waren es 344.057 Passagiere.

## Geschichte
Während des Zweiten Weltkrieges wurde der Flughafen von den United States Army Air Forces als Versorgungsstützpunkt für die Basen und Flugplätze, die auf den Aleuten aufgebaut wurden, betrieben. Außerdem wurde über den Flughafen Juneau wie auch über den Flughafen Nome die Lieferung von Leihflugzeugen an die UdSSR abgewickelt.

## Infrastruktur und Flugzeuge
Der Internationale Flughafen Juneau umfasst eine Fläche von 264 Hektar auf einer Höhe von 6 Metern über dem Meeresspiegel und verfügt über eine asphaltierte Start- und Landebahn, als 08/26 bezeichnet, die 2578 Meter lang und 46 Meter breit ist, und eine Landestelle für Wasserflugzeuge, mit der Bezeichnung 08W/26W, die 1494 Meter lang und 137 Meter breit ist.
Zwischen Dezember 2010 und November 2011 verzeichnete man 86.564 Flugbewegungen (237 pro Tag): 73 % Lufttaxis, 17 % General Aviation (Allgemeine Luftfahrt), 9 % geschäftlich und 1 % militärisch. Zu diesem Zeitpunkt waren 339 Flugzeuge in Juneau beheimatet.

## Zwischenfälle
- Am 10. April 1959 setzte eine vom Flughafen Seattle-Tacoma kommende Boeing 377 Stratocruiser der Pan American World Airways (Luftfahrzeugkennzeichen N1033V) bei der Landung auf dem Flughafen Juneau vor der Landebahnschwelle auf und kollidierte mit einer Böschung. Die Maschine fing Feuer und wurde zerstört, jedoch überlebten alle 10 Insassen (je fünf Passagiere und Besatzungsmitglieder).[6]

- Am 4. September 1971 flog eine Boeing 727-193 der Alaska Airlines (N2969G) im Anflug auf den Flughafen Juneau 35 km westlich davon in den Rand einer Schlucht, während ein starker Schneesturm herrschte. Alle 111 Insassen kamen ums Leben. Die Besatzung hatte durch ein fehlerhaftes Navigationssignal, dessen Ursache nicht ermittelt werden konnte, den Sinkflug verfrüht eingeleitet (siehe auch Alaska-Airlines-Flug 1866).[7]